# Rappel (vident)
Rafael Francisco Payá Pinilla, més conegut com a Rappel (Madrid, 20 d'agost de 1945), és un modista, empresari i personatge recurrent de televisió espanyol que s'autodefineix com a vident. Es caracteritza per la seva estètica extravagant, sempre vestit amb túniques de colors brillants i el pèl recollit amb una coleta o trena.

## Biografia
Estudiant d'un col·legi jesuïta i del Liceu Francès de la seva ciutat natal, va obtenir el títol de professor de francès en La Sorbona de París.
A continuació, va estudiar disseny i patronatge per a obrir un taller de roba a mida, d'alta qualitat, damunt de la botiga que els seus pares tenien al carrer Ayala de Madrid.
Entre els seus clients es trobava l'actriu Niní Montián, amb qui va entaular amistat.
Això, unit a la fama de vident que començava a adquirir, li va permetre accedir a l'alta societat de l'època franquista.
Així, va confeccionar durant anys els vestits de Maria de la Mercè de Borbó, al mateix temps que li preguntaven pel seu futur Tita Cervera, Dolores Ibárruri, Severo Ochoa, i fins i tot Francisco Franco i Carmen Polo, entre d'altres.
Es va dedicar al disseny de moda durant vint anys.
Durant deu anys va ser director de relacions públiques de la sala de festes Florida Park de Madrid.
A partir dels anys setanta, els seus contactes li van permetre obtenir contractes amb diverses revistes per a escriure els horòscops, aconseguir els seus propis programes de ràdio i aparèixer en nombrosos programes de televisió.
Entre ells, destaquen els cinc anys que va estar en el programa Tómbola, on predeia el futur dels personatges de la premsa rosa, i les seves col·laboracions en els programes matinals de María Teresa Campos.
A més, ha concursat en dos reality xous: La Granja 2 (2005) i Gran Hermano VIP 4 (2016) on va quedar tercer finalista de l'edició.
Com a convidat ha participat en el programa d'entrevistes de Telecinco Mi casa es la tuya.

## Premis
- Antena de Oro 2010[7]

## Programes
Televisió
- ¡ Hola Raffaella ! (1992-1994) TVE.
- Tómbola (1997-2004), a RTVV.
- La Granja 2, (2005) a Antena 3.
- Gran Hermano VIP, (2016) a Telecinco.
- Supervivientes, (2017) a Telecinco.
- Mi casa es la tuya, (2017) a Telecinco.
- Ven a cenar conmigo Gourmet Edition, (2018) a Cuatro.
- Volverte a ver, (2018) a Telecinco.